# 화장솔

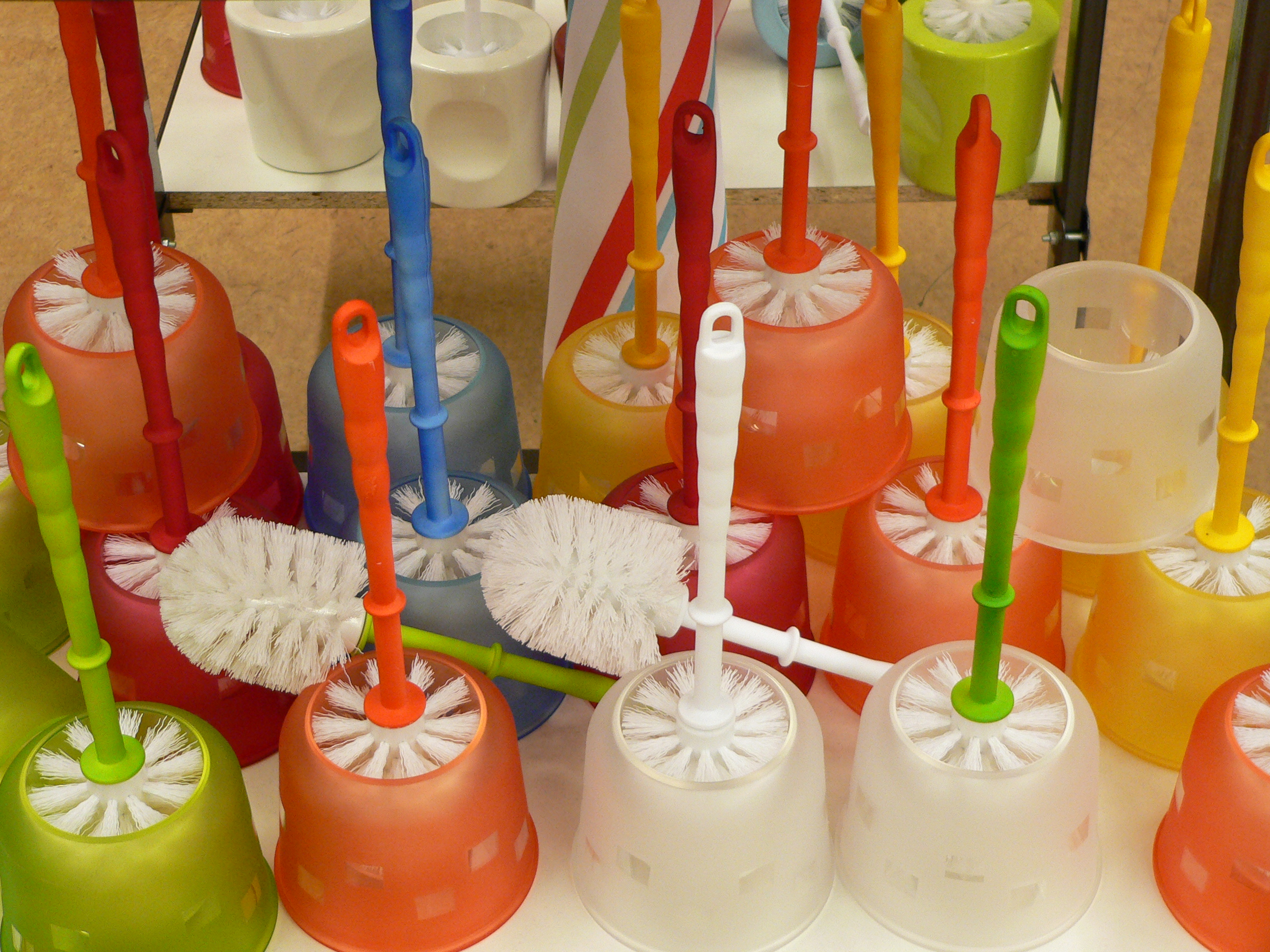
다양한 화장솔들.

화장솔은 화장실을 깨끗하게 하기 위해서 화장실 세제나 표백제와 같이 쓰는 팬모양의 가정용품이다.
화장솔은 화장실의 윗쪽이나 변기 아래를 닦는 데 쓴다. 그러나 화장실의 수도관(T 혹은 S자의 트랩을 의미한다)이나 변기 시트를 청소하는 데는 쓰지 않는다. 화장솔은 화장실 바닥을 깨끗하게 하는 데도 쓴다.
많은 문화권에서 배설물을 화학 화장실 세제로 청소하지 않는 것은 불손하다고 여기고, 그래서 화장실에 잔여물을 최대한 남기지 않으려고 한다.
일반적인 화장솔은 끝이 뻣뻣한 털로 되어있고, 둥근 모양에 긴 손잡이가 있다. 화장솔은 대부분 플라스틱으로 만들지만 원래는 나무 뼈대에 돼지의 센털이나 말, 황소, 다람쥐, 사자, 오소리의 털을 이용해 만들었었다.
화장솔은 보통 대에 매달려 있지만 극소수는 튜브에 완전히 가려져 있기도 한다.
전자식 화장솔은 전동칫솔과 유사하게 솔이 모터의 날개에 붙어있다. 전기는 아무 금속과 전자기 유도를 이용해 만들어낸다.

## 같이 보기
- 화장지